# Золотой волос (мультфильм)
«Золотой волос» — советский кукольный мультипликационный фильм, снятый Свердловской киностудией в 1979 году. По мотивам одноимённого сказа Павла Петровича Бажова. Фильм снят на плёнке Казанского химзавода «Тасма».

## Сюжет
Когда-то очень давно, когда лес был почти непроходимым, в него ходили лишь охотники. Однажды молодой и удалый охотник по имени Айлып увидел на берегу лесного озера девушку-красавицу с невероятными золотыми волосами. Но придётся сразиться молодцу за свою любовь, ведь в её волосы вплетено целое богатство, с которым не захочет прощаться её отец, могущественный и свирепый Полоз.

## Создатели
- Автор сценария: Александр Розин
- Режиссёр: Игорь Резников
- Оператор и кукловод: Валентин Баженов
- Художник: Н. Павлов
- Композитор: Владислав Казенин
- Звукооператор: Валерий Суслов
- Монтажёр: Л. Пермякова
- Ассистенты: Л. Богданович, В. Ламберг, А. Севастьянов, Татьяна Мухлынина, Н. Субботина, Т. Сивашова, Юрий Ушаков, В. Серебряников, С. Суворов
- Роли озвучивали: Галина Дейкина (нянька-сказительница), А. Гейзик (Айлып), Виталий Сухоросова (дочь Полоза), Олег Николаевский (филин)
- Редакторы: Г. Булатов, И. Орлов
- Директор картины: Фёдор Антонов

## Музыка
В мультфильме звучит музыка в исполнении оркестра Госкино СССР под руководством Давида Штильмана.

## Отзывы
Особым спросом пользовались лишь анимационные версии бажовских сказок, наивные и поучительные детские истории.
— Лариса Малюкова